# Izolacioni pojačavači
Izolacioni pojačavači su sklopovi koji obezbjeđuju električnu izolaciju odnosno predstavljaju zaštitnu barijeru u električnom kolu. Nazivaju se i galvanski odvojeni pojačavači. Oni se sastoje iz ulaznog i izlaznog pojačavača koji su fizički odvojeni a takođe i udaljeni. Dijelovi izolacionog pojačavača se za razliku od klasičnog pojačavača napajaju iz dva izvora napajanja, zasebno se napaja ulazni a zasebno izlazni dio. Druga velika razlika u odnosu na klasične pojačavače je da se mase ulaznog i izlaznog dijela mogu vezati za različite potencijale u kolu što je još jedna prednost izolacionog pojačavača.

## Konstrukcija
Izolacioni pojačavač se sastoji od:
- ulaznog pojačavača
- sprege ulaza i izlaza
- izlaznog pojačavača

Sprega ulaza i izlaza obezbjeđuje galvansko odnosno potpuno fizičko odvajanje ulaznog od izlaznog pojačavača.

## Galvansko odvajanje
Galvansko odvajanje se može postići na više načina:
- optičkom spregom
- transformatorskom spregom
- kapacitivnom spregom
- mehaničkom spregom

## Izolacioni pojačavač sa optičkom spregom (optokapler)
Optička sprega postiže se upotrebom fotodiode (LED) i fototranzistora. Kada se ulaz izolacionog pojačavača pobudi nekim signalom, fotodioda emituje svjetlost koja aktivira fototranzistor odnosno aktivira izlazni dio izolacionog pojačavača. Tako se postiže da ulaz i izlaz iako fizički odvojeni funkcionišu kao jedna cjelina u kolu. Sklop koji radi na principu optičke sprege naziva se optokapler. Često se koristi kada je potrebno izvršiti odvajanje visoko naponskog dijela od nisko naponskog dijela nekog električnog kola.
Struja kroz diodu direktno je proporcionalna ulaznom naponu. Promjena ulaznog napona dovodi do promjene fluksa koju emituje fotodioda i to na linearan način. Linearnost regulacione fotoosjetljive diode kontroliše linearnost izolacionog pojačavača. Zbog nelinearnosti samih foto-komponenti obično se prave optokapleri koji u sebi imaju dva uparena fototranzistora koja primaju isti signal od jedne fotodiode (LED). Primjer takvog sklopa je integrisano kolo LOC110 koje je prikazano na sledećoj slici.

## Izolacioni pojačavač sa transformatorskom spregom
Centralna komponenta izolacionog pojačavača sa transformatorskom spregom je signalni izolacioni pojačavač. Na ulaznu (primarnu) stranu modula se priključuje senzor, dok se izlazna (sekundarna) strana priključuje na sistem za prikupljanje podataka i mjerenje. Transformatorska izolacija signala koristi modulacionu tehniku da bi se dobile linearne, stabilne i pouzdane karakteristike. Primarna strana je u potpunosti izolovana u odnosu na sekundarnu stranu. Demodulator signala na sekundarnoj strani modula obnavlja originalni signal, koji se zatim filtrira i „baferuje“ da bi se postigao nizak nivo šuma i niska impedansa izlaznog signala.
Na slici je prikazan jedan dio sklopa izolacionog pojačavača sa transformatorskom spregom u integrisanom kućištu AD215.

## Izolacioni pojačavač sa kapacitivnom spregom
Kod ovog izolacionog pojačavača izolaciona barijera je u stvari dielektrik samog kondenzatora koji čini kapacitivnu spregu između ulaznog i izlaznog pojačavača. Na slici je prikazana blok šema izolacionog pojačavača sa kapacitivnom spregom.

## Nedostaci izolacionih pojačavača
Neke od osnovnih nedostataka izolacionih pojačavača o kojima treba voditi računa su:
- nelinearnost prenosne karakteristike
- nestabilnost koeficijenta pojačanja
- ograničen frekventni opseg
- termička razdešenost

## Primjena
Galvansko odvajanje, osim što obezbjeđuje fizičku zaštitnu barijeru između ulaza i izlaza, eliminiše sve nepoželjne uticaje samog ulaza na izlaz. Zbog svega toga ima široku primjenu u medicinskoj elektronici, npr. kod EKG uređaja, gdje je potrebno obezbjediti bezbjednost pacijenta a u isto vrijeme i eliminisati šum koji potiče od električne mreže sa koje se uređaj napaja. Takođe se koristi:
- kod prekidačkih izvora napajanja za regulaciju izlaznog napona
- za galvansko odvajanje digitalnih kola od analognih
- za upravljanje, mjerenje i kontrolu u industriji

## Zaključak
Izolacioni pojačavač se koristi u sistemima kao operacioni pojačavač koji ima osobinu galvanskog razdvajanja ulaza od izlaza. Elementi povratne sprege pojačavača biraju se tako da se ostvaruju funkcije kao i kod običnog operacionog pojačavača. Prenos signala kroz izolacioni pojačavač može se ostvarivati na više načina, ali svuda se pojavljuje nelinearnost. Za potrebe precizne instrumentacije, nelinearnost prenosa signala može se umanjiti uvođenjem negativne povratne sprege ili tehnike modulacije.